# Spiegelaffären
Spiegelaffären var en politisk affär i Västtyskland 1962 där medarbetare vid tidskriften Der Spiegel efter en kritisk artikel om en misslyckad Nato-övning anklagades för landsförräderi och åtalades men senare friades. Franz Josef Strauss tvingades avgå från sin post som försvarsminister sedan polisen med hans vetskap olagligt låtit stänga tidskriften Der Spiegels kontor under en månads tid och låtit gripa journalisten Conrad Ahlers. Stora delar av allmänheten stödde Der Spiegel och händelsen ses i efterhand som ett stärkande av pressfriheten.

## Händelseförlopp
Der Spiegels nummer 41 för året 1962 kom ut den 10 oktober. Under rubriken "Bedingt abwehrbereit" ifrågasattes i en artikel av Conrad Ahlers det tyska försvarets försvarskoncept. Artikeln utgick bland annat från resultaten från Nato-manövern Fallex 62 och menade att Västtyskland inte var försvarsdugligt vid ett anfall. Generalen Friedrich von der Heydte anmälde Der Spiegel för landsförräderi. Åklagarmyndigheten agerade och polisen genomförde husrannsakningar och chefredaktören Rudolf Augstein och Conrad Ahlers häktades. Den 26 oktober genomfördes husrannsakan vid Der Spiegels redaktion i Pressehaus i Hamburg och på Der Spiegels redaktion i Bonn. Ahlers greps av polis i Spanien på order av försvarsminister Franz Josef Strauss. 
Från allmänheten och särskilt från studenter kom protester för angrepp mot pressfriheten. Der Spiegels redaktion var avspärrad men magasinet kunde ges ut då lokaler utlånades av grannarna i Pressehaus: Die Zeit, Stern och Hamburger Morgenpost och Axel Springer. Demonstrationer, insändare och ledarartiklar kritiserade aktionen från politikens sida. Under november 1962 ledde Spiegelaffären till en regeringskris då fem FDP-regeringsmedlemmar avgick och sedan Strauss varpå regeringen under Konrad Adenauer ombildades.
Redaktörerna vid Der Spiegel som satt i häkte släpptes efterhand; den siste av dem chefredaktören Rudolf Augstein efter 103 dagar. Spiegelaffären fick sitt officiella slut 1965 då Bundesgerichtshof lade ner åtalet om landsförräderi mot Ahlers och Augstein.